# سسک سینه‌گوگردی
سسک سینه‌گوگردی (نام علمی: Phylloscopus ricketti) گونه‌ای از سسکان جهان قدیم از تیرهٔ سسکان برگی (Phylloscopidae) است که در چین زادآوری می‌کند. در زمستان به لائوس، تایلند و کامبوج می‌رود. زیستگاه طبیعی آن جنگل‌های معتدل و جنگل‌های جلگه‌ای نمناک نیمه‌گرمسیری یا گرمسیری است.